# 木村庄之助 (24代)
24代 木村 庄之助（にじゅうよんだい きむら しょうのすけ、1901年8月15日 - 1973年9月19日）は、大相撲の立行司。本名：緑川 義。千葉県出身。通称は「総髪庄之助」、「山伏庄之助」、「緑川庄之助」など。「由井正雪」とも。

## 経歴
体が大きかったため力士を勧められるも8歳だったため行司として入門。1910年1月初土俵。1911年5月序ノ口に付き、最初阿武松部屋、のち出羽海部屋に所属した。行司名は木村芳松→式守義(義松とする資料も有)と変わったあと、1927年に式守伊三郎 （初代） と改名し、その後、1949年1月、式守代々の名跡式守鬼一郎 （5代） 、1960年1月、立行司20代式守伊之助、1963年1月、24代木村庄之助を襲名し、柏鵬時代の幕開けから1965年にスタートした部屋別総当たり制直後まで、数々の名勝負を裁いた。
十両格付時代の1926年12月、福岡県戸畑市（現在の北九州市戸畑区）での巡業中にフグ中毒に罹ったが、発症直前に酒を飲んでいたためか治療中にフグを吐き、これが幸いしたのか一命を取り留めた。このとき一緒にフグを食べた同じ出羽海部屋の福栁伊三郎は手当ての甲斐無く亡くなってしまった。翌年に義松から伊三郎に改名したのは福栁の冥福を祈ってのことで、自分の娘にも「福子」「柳子」と命名した。なお、このうち柳子は終戦前後に起きた小平事件の犠牲者になった。
1932年（昭和7年）1月の「春秋園事件」で一時脱退したが復帰した。
鬼一郎時代の1951年5月場所から年寄阿武松を襲名し二枚鑑札となるが、1958年5月場所を最後に行司の年寄襲名が廃止されることになった。この制度の創設に際し既に行司を引退して襲名している者はそのまま年寄を継続できるが、二枚鑑札の行司は現役続行か引退して年寄専任のいずれかを選ぶこととされ、鬼一郎は行司を選び、阿武松の名跡は増巳山豪に譲った。
現役末期、吉田司家に松翁の称号を申請したが、却下されている。定年直前に師事している書道会から「庄翁」の雅号が贈られた。
1966年7月場所千秋楽、大鵬－柏戸戦を最後に定年退職となった。
定年後は國學院大學に入学して神主の資格を取得、郷里の千葉県長生郡白子町に戻って神主を務めた。
1973年9月19日に死去。72歳没。東京・小岩に墓所がある。

## 履歴
- 1910年1月　初土俵・木村義松
- 1924年5月　式守義に改名、十両格に昇進。
- 1927年3月　式守伊三郎（初代）に改名。
- 1931年5月　式守義に再改名。
- 1933年2月　関西角力協会へ、式守伊三郎に再改名。
- 1938年5月　式守伊三郎のまま復帰。
- 1943年5月　幕内格に昇進。
- 1947年6月　三役格に昇進。
- 1949年1月　5代式守鬼一郎を襲名。
- 1951年5月　二枚鑑札で年寄阿武松を襲名。
- 1958年7月　行司専任に戻る。
- 1960年1月　立行司に昇格。20代式守伊之助を襲名。
- 1963年1月　24代木村庄之助を襲名。
- 1966年8月14日　定年退職

## その他
- 初め力士として入門するはずだったが、8歳と幼かったためひとまず行司として入門した。
- 恰幅がよく能筆家で知られ、伊三郎時代、行司として戦後初の番付書きとなった。堂々とした姿で人気のある行司であった。現役をそろそろ終えようとするころ、髪を伸ばして総髪にしていた。
- 横綱北の富士が新弟子時代付け人をしていた。
- 酒豪でも知られ、晩年は「貨車一両分飲んだ」と自慢していた。

## 参考資料
- 読売大相撲　昭和39年7月号、「行司生活五十五年」、24代木村庄之助
- 谷口公逸著『房総大相撲人國記』彩流社、2019年